# Wolfgang Kaniber
Wolfgang Kaniber (* 22. November 1939 in Würzburg; † 9. April 2021 in Büttelborn) war ein deutscher Fußballspieler.

## Werdegang
Kaniber begann mit dem Fußballspielen bei den Würzburger Kickers. Für den Klub debütierte der Stürmer in der Bayernliga und machte die Verantwortlichen bei Fortuna Düsseldorf auf sich aufmerksam. 1964 wechselte er als Amateur zum in der Regionalliga West spielenden Klub, konnte sich aber unter Trainer Kuno Klötzer nicht durchsetzen. Daher wechselte er nach einem Jahr zu TuRa Büderich in die Landesliga. Hier entwickelte er sich zum Torgaranten und bekam 1968 beim VfL Osnabrück seinen ersten Profivertrag. In der Regionalliga Nord wurde er mit 31 Saisontoren Torschützenkönig und verhalf damit dem Klub zur Staffelmeisterschaft. In der Aufstiegsrunde zur Bundesliga scheiterte die Mannschaft jedoch als Zweiter hinter Rot-Weiss Essen.
Kaniber erhielt ein lukratives Angebot von Racing Straßburg und wechselte 1969 in die Division 1. Auch hier etablierte er sich als regelmäßiger Torschütze, insbesondere in seiner ersten Saison (20 Treffer und vierter Rang in der Torjägerliste), kehrte aber nach zwei Jahren nach Deutschland zurück und unterschrieb einen Vertrag beim SC Opel Rüsselsheim. Zudem erhielt er in der Finanzbuchhaltung von Opel eine Festanstellung. 1973 beendete er seine Profilaufbahn und wurde zunächst Spielertrainer beim VfR Groß-Gerau. Später trainierte er die Amateurvereine Eintracht Rüsselsheim, SV Nauheim und FC Königstein.
Er starb am 9. April 2021 nach langer schwerer Krankheit in seinem Heimatort Büttelborn.

## Sonstiges
Wolfgang ist der Bruder von Erich Kaniber.